# Stara Bučka
Stara Bučka este o localitate din comuna Škocjan, Slovenia, cu o populație de 101 locuitori.